# کایناخ بای ویتسبرگ
کایناخ بای ویتسبرگ (به آلمانی: Kainach bei Voitsberg) یک منطقهٔ مسکونی در اتریش است که در ویتسبرگ واقع شده‌است. کایناخ بای ویتسبرگ ۳۴٫۴۴ کیلومتر مربع مساحت دارد.